# دوشیزه (فیلم ۲۰۰۹)
دوشیزه 
(به تلوگویی: Boni) و (به انگلیسی: Maiden) فیلمی هندی محصول سال ۲۰۰۹ و به کارگردانی راج پیپالا است. در این فیلم بازیگرانی همچون سومانت، کریتی کارباندا و آنتارا بیسواس ایفای نقش کرده‌اند.